# Восточнословацкий литературный язык
Восточнослова́цкий литерату́рный язы́к (словац. východoslovenský knižný jazyk) — язык протестантов Восточной Словакии с середины XVIII века, относящийся к так называемым славянским литературным микроязыкам. Известен в двух вариантах, базирующихся на разных говорах восточнословацкого диалекта: в конфессиональном варианте, основанном на земплинских говорах, и в «мирском» варианте, основанном на шаришских и спишских говорах.
Восточнословацкий диалект распространён на востоке Словакии в соседстве с юго-западноукраинскими (карпаторусинскими) и малопольскими говорами.

## История
Восточнословацкие языковые черты обнаруживаются уже в словацких памятниках XV века, с XVI века появляются восточнословацкие в основе тексты. Кальвинисты Восточной Словакии в середине XVIII века создали особый литературный язык на основе венгерской графики. В 1750—1758 гг. на земплинской диалектной основе были выпущены пять религиозных книг (в основном переводы с венгерского). Последняя книга «Ко всеобщей службе…» («Gu obecznej szluzsbe…») вышла в 1923 г. В середине XIX века была предпринята попытка создать «мирской» вариант восточнословацкого литературного языка на шаришско-спишской основе (священник Ян Андращик (1799—1853, словац. Ján Andraščik) и его «Šenk palenčeny», 1845 г.). Этим экспериментом воспользовались венгерские власти, пропагандируя «шаришский язык» и пытаясь тем самым помешать процессу национального возрождения словаков, однако безуспешно. В 1870 году венгерское министерство образования одобрило использование учебников на «шаришском языке» на территории Земплина, Спиша и Шариша, одновременно запрещая книги, написанные на литературном словацком. Некоторые книги, изданные венгерским министерством образования на шаришском языке:
- Gáspar, J.: Čítanka pre štvartu klassu, vedle maď. Čitanky Jána Gášpara prel. na šarišsko-slovenskí jazik S. L., diplomatični učitel, a šarišskej stolici školsky radca 1875.
- Goenczy, P. — Egry, F.: Návodná kňiha ku slovenskému šlabikaru a peršej čitance. Pre učiteľoch Pavel Gönczy. S povoleňom uh. kr. ministerstva do šarišskeho nareča preložil a prepracoval Franc Egry radni učbar na štátnej realce v Levoči.
- Goenczy, P.: Slovenski slabikar a perša čítanka pre peršu klassu narodních škol. Spisal P. Gönczy… Preložil a prepracoval do šarišského nárečia Franc Egry.
- Nagy, L.: Mluvnična cvičebná kňiha pre 2. klassu národních škôl. Sáros szepesmegyei tót szójárásra ford. Egry F. Budapest (1785).
- Repaský, J.: Praktická mluvnica Uherská pre národnie školy (1887).
- Repaský, J.: Zemepis Krajiny Uherskej a celého sveta (1872).

Венгерские учебники на шаришском языке использовались вплоть до падения Австро-Венгрии. Интересно, что последний шаришский букварь для школ вышел уже в 1919 году в только что созданной Чехословакии. Восточнословацкий микроязык был экспортирован и за пределы Австро-Венгрии — с 1886 года в американском Питтсбурге издавалась газета для эмигрантов «Amerikanszko-szlovenszke novini», финансируемая венграми. В 1919 году восточнословацкий микроязык был объявлен официальным языком провенгерской Словацкой Советской Республики. Попытка внедрить восточнословацкий язык на официальном уровне повторилась в 1938 году, когда Венгрия оккупировала Абов, южный Шариш и южный Земплин. В Кошицах возник финансируемый венгерскими властями кружок «Ойчизна» и журнал «Наша застава», которые пропагандировали точку зрения, что восточные словаки являются отдельным народом — словяками, которые являются славянизированными венграми. В 1941 году вышла «Slovjacka gramatika» Э. Добранского, осуществлялись попытки внедрить шаришский язык опять в словацкие школы на оккупированной территории. Всё завершилось в 1945 году с приходом Красной Армии, но тем не менее в последние десятилетия наблюдается оживление идеи восточнословацкого литературного языка. Одним из инициаторов оживления был лингвист Ондрей Галага, который в 2002 году издал «Восточнословацкий словарь». Кроме того появился «Кружок писателей Спиша» (Spolok pisateľov Spiša).
Восточнословацкий использует латиницу словацкого типа.
Религиозная литература восточнословацких протестантов середины XVIII века переводная (с венгерского). Оригинальные (поэтические) произведения появляются лишь в XX веке и связаны с именем поэта Виктора Дворчака (1879—1943, словац. Viktor Dvorčák / Dvorcsák) — одного из деятелей так называемой «Восточнословацкой республики» и Словацкой Советской Республики, которого Чехословакия официально объявила врагом и за которым охотилась чехословацкая разведка. Дворчак скрывался в Польше, Италии, Франции, Англии, США и Венгрии и никогда не был поставлен перед чехословацким правосудием. Свой первый поэтический сборник «Vlasc a šerco» («Родина и сердце») он опубликовал в 1909 году. После оккупации Венгрией южной и восточной Словакии он вернулся в Словакию, где работал в газете «Наша застава». Виктор Дворчак в среде восточных словаков играл ту же роль, что и в среде русинов Андрей Бродий и Степан Фенцик.

## Пример текста
Отрывок из журнала «Наша застава» 3/1912 на шаришском диалекте:
- Ňеprimušujeme dzecko na to, žebi pred časom na zarobek išlo. I zakon predpisuje, že za robotňika ňešľebodno prijac dzecko pred 14-tim rokom. Do stavu manželskeho ňepuščajme dzeci predčasom, obvzlaštňe na dzivčata še to scahuje. Boj o život je ai samotnemu človekovi čežki, tim čežši je takemu, chtori na calu fameľiu še starac muši. Ten boj o život često ai najmocňejšeho chlopa zkaše. Na žensku stav manželski dupľovanu terchu uklada.

Тот же отрывок на литературном словацком:
- Nenútime dieťa k tomu, aby predčasne išlo pracovať. I zákon predpisuje, že za robotníka nie je možné prijať dieťa pred 14-tym rokom. Do stavu manželského nepúšťajme deti predčasne, obzvlášť sa to vzťahuje na dievčatá. Boj o život je aj samotnému človeku ťažký, tým ťažší je takému, ktorý sa musí starať o celú rodinu. Ten boj o život často aj najmocnejšieho chlapa skosí. Na ženu stav manželský dvojitú ťarchu ukladá.